# Лејцестерија
 Лејцестерија (Leycesteria formosa Wall.) припада роду коме је назив дао Волих (Nathaniel Wallich, 1786-1854) хирург и ботаничар данског порекла који је радио у Индији у част свога пријатеља судије Лејцестера (William Leycester). Име врсте је по ареалу који поред осталог обухвата и острво Формозу.

## Ареал
Врста води порекло из источне Азије са Хималаја, југозападне Кине, Непала и Индије. Јавља се у сеновитим шумама, често поред потока до 3000 m.

## Опис врсте
Листопадни једнодоми жбун, усправог хабитуса, висине 1,8-2,4 m, ширине 1,8-2,4 m. Стабљике усправне, танке, плавозелене боје, меке и шупље. Њихова трајност је од две до пет година, када их замењију нове из корена.
Листови су прости, крупни, овални, на врху зашиљени, са срцастом основом, меки, тамнозелене боје, црвенкасти док се потпуно не развију; дуги 6–8 cm и 4–9 cm широки, целог или таласастог обода.
Цветови су хермафродитни, ентомогамни у висећим цвастима, дужине од 5 до 10 cm. Појединачни цвет је ситан, левкастог облика, беле боје, 2 cm дужине, пријатног благог мириса са упадљивим пурпурним приперком у основи. Цвета током лета и у рану јесен, од јула до октобра.
Плод је мека, црвенољубичаста сјајна бобица, пречника око 1 cm са више од 100 ситних семена, зрела у октобру-новембру. Плодове једу птице разносећи семе на веће удаљености (орнитохорија). Плодови нису токсични, али нису ни јестиви због горког укуса.

## Биоеколошке карактеристике
Лејцестерија захтева осунчане положаје или благу сенку. Врста је брзорастућа, тражи плодно, хранљиво, иловасто земљиште које је растресито и са добром дренажом, мада се може нађи и на влажним стаништима у котлинама и поред водотока, где нема дужег задржавања вода. Врсти одговарају кисела до неутрална земљишта. Подноси мраз и ниске температуре, мада температуре испод -15оС доводе до измрзавања надземног дела, па се коренов врат штити слојем малча у јесен. У пролеће из корена израстају нове стабљике. Слабе изданке потребно је исећи до земље током пролећа. Отпорна је на ветар и полутанте у ваздуху.
Успешно се размножава самосевом када је семе у повољним условима.

## Примена
Врста се користи као орнаментална, због декоративности цветова и плодова. Користи се у вртовима и парковима, појединачно или у комбинацији са другим сезонским или вишегодишњим врстама перена и жбунова, за групе или бордуре.
Лејцестерија има неколико хортикултурних сорти:
- Leycesteria formosa 'Golden Lanterns' - култивар са сјајним листовима златне боје.
- Leycesteria formosa 'Purple Rain' – нешто нижи култивар (50–180 cm) тамнозелених листова и цветовима пурпурне боје.

Један непотврђене извештај говори да је плод јестив када је зрео и потпуно мек; веома је сладак и има укус меласе, мада у другим облицима има веома горак и не баш пожељан укус.
Шупља стабљика употребљава се за израду свирала.

## Инвазивност
Leycesteria formosa наведена је као једна од 100 најинвазивнијих врста у Макаронезији, док служба за извештавање Европске и медитеранске организације за заштиту биљака (European and Mediterranean Plant Protection Organization) 2014. указује на потребу праћења ове врсте у Великој Британији, Ирској, Француској и Азорима.
Код нас је врста ретка, али оглед са семеном сакупљеним у приватном дворишту на Бановом брду указује на висок проценат клијавости семена (98%) и енергије клијања после 5 дана (84%) па је потенцијално инвазивна. Поред тога, климатске промене, услове на подручју Београда чине сличним онима у областима из којих је врста интродукована и повећавају шансе ове врсте да савлада дисперзиону баријеру и постане инвазивна. Тренутно се ова врста не примећује у природним стаништима Србије, али се може очекивати њено ширење продајом у расадницима и гарден центрима. Да би се спречило ширење лејцестерије на градска и природна станишта, потребан је даљи мониторинг.